# Світова Першість Стронгменів
Світова Першість Ломусів (англ. Strongman Champions League) - змагання серед стронгменів що проводиться щорічно починаючи з 2008 року. За всю історію проведення змагання участь у ньому брали спортсмени світого класу як от: Жидрунас Савіцкас, Кшиштоф Радзіковський, Тревіс Ортмаєр, Ервін Катона, Террі Голландс, Вітаутас Лалас та Андрус Муруметс. Із самого початку СПА тісно співпрацювала з Міжнародною Федерацією Ломусів. Не зважаючи на це СПА змогла підтвердити свою незалежність та гучно заявити про себе у світі стронґмену, об'єднавши стронгменів з МФА. Згодом почала тісну співпрацю з іншими подіями на кшталт Фортісімус. У 2012 році стала партнером Арнольд Класік та почала просувати Арнольд Класік-Європа як частину подій під еґідою СПЛ. Два рази фінал змагання проводився в Києві.

## Скутки
| Рік  | Ломус                 | Народність      |
| ---- | --------------------- | --------------- |
| 2008 | Жидрунас Савіцкас     | Литва           |
| 2009 | Андрус Муруметс       | Естонія         |
| 2010 | Террі Голландс        | Велика Британія |
| 2011 | Ервін Катона          | Сербія          |
| 2012 | Жидрунас Савіцкас     | Литва           |
| 2013 | Кшиштоф Радзіковський | Польща          |
| 2014 | Мартін Вайлдаєр       | Австрія         |